# Gmünd (Rötz)
Gmünd ist ein Ortsteil der Stadt Rötz im Landkreis Cham des Regierungsbezirks Oberpfalz im Freistaat Bayern.

## Geografie

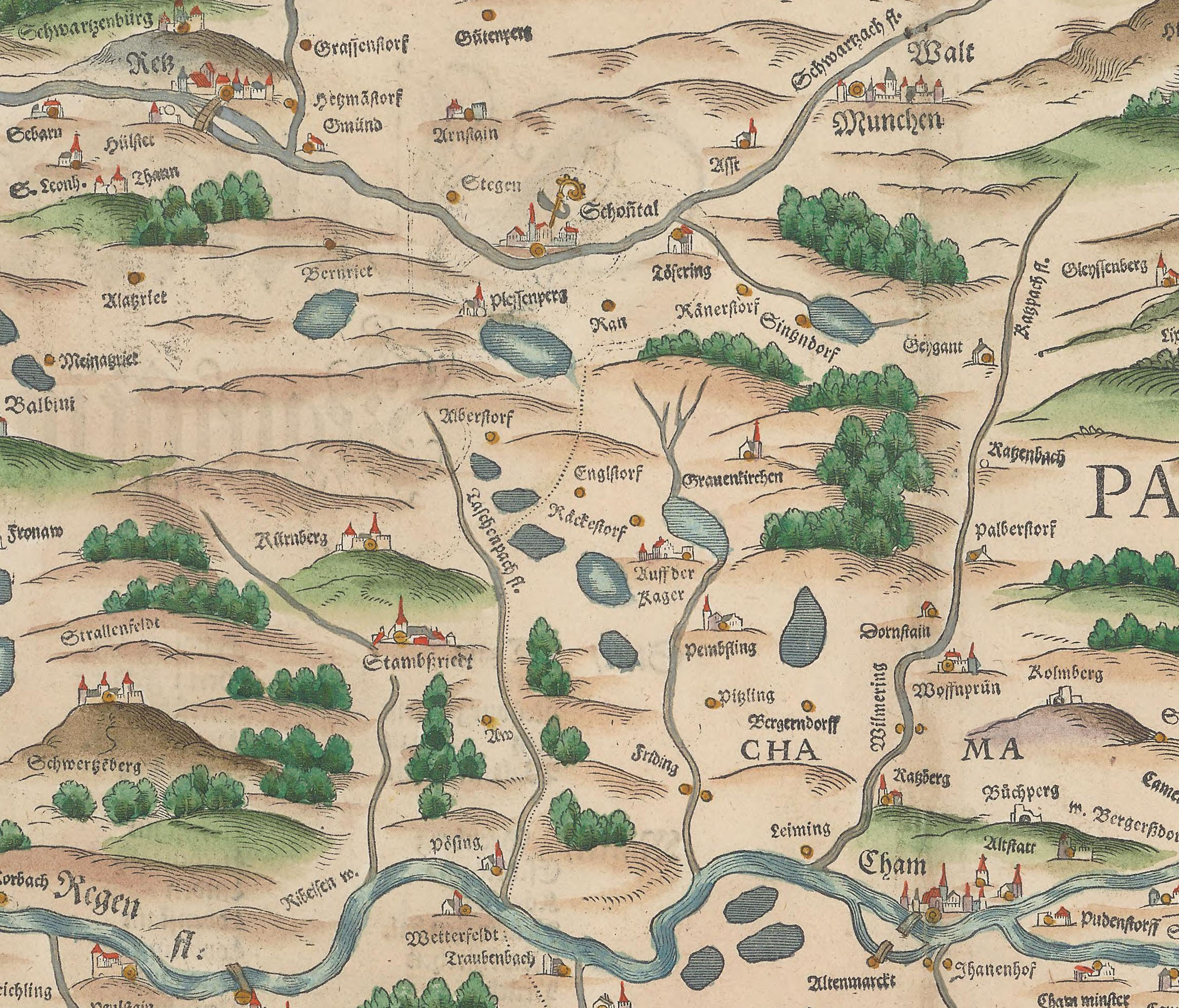
Gmünd auf der Apian-Karte von 1568

Gmünd liegt 500 Meter südlich der Bundesstraße 22, 600 Meter südöstlich der Staatsstraße 2150 und 1 Kilometer südöstlich von Rötz. In Gmünd mündet der Heinzelbach in die Schwarzach.

## Geschichte
Gmünd (auch: Gemvnd, Gemund, Gmündt) wurde im Herzogsurbar von 1285 erwähnt.
Im Leuchtenberger Lehenbuch von 1396 wurde Gmünd als Lehen des Muracher von Güttenekk der Ottlein aufgeführt.
1505 wurde Gmünd genannt. 1522 erschien es mit 7 Untertanen des Amtes Rötz. Im Jahr 1522 gehörten Untertanen in Gmünd zum Kastenamt Rötz. In einem Verzeichnis von 1588 wurden Mannschaften in Gmünd als zur Frais Schwarzenburg gehörig aufgeführt. 1588 hatte Gmünd 2 Höfe, 1 Gut, 4 Sölden, 1 Mühle, 4 Inwohner.
1622 hatte es 7 Mannschaften und eine Mühle. In der Steueranlage von 1630 wurde das Pflegamt Rötz in vier Viertel eingeteilt. Dabei gehörte Gmünd zum 3. Viertel. 1630 wurden für Gmünd 2 Höfe, 1 baufällige Mühle, 1 Gütl, 3 Güter, 1 Söldengütl, 6 Inwohner und 1 Hütmann verzeichnet.
1808 gab es in Gmünd 9 Anwesen, 1 Hüthaus und 1 Mühle mit Schneidsäge.
1808 wurde die Verordnung über das allgemeine Steuerprovisorium erlassen. Mit ihr wurde das Steuerwesen in Bayern neu geordnet und es wurden Steuerdistrikte gebildet. Dabei kam Gmünd zum Steuerdistrikt Flischbach. Der Steuerdistrikt Flischbach bestand aus den Dörfern Flischbach, Flischberg, Gmünd, Grub, Öd, Steegen, Wenzenried und der Einöde Niederpremeischl.
1820 wurden im Landgericht Waldmünchen Ruralgemeinden gebildet. Dabei wurde Gmünd Ruralgemeinde. Die Gemeinde Gmünd bestand aus den beiden Dörfern Gmünd mit 15 Familien und Grub mit 11 Familien. 1945 wurde die Gemeinde Gmünd in die Stadt Rötz eingemeindet.
Gmünd gehört zur Pfarrei Rötz. 1997 hatte Gmünd 79 Katholiken.

## Einwohnerentwicklung ab 1820
| Jahr | Einwohner   | Gebäude |
| ---- | ----------- | ------- |
| 1820 | 15 Familien | k. A.   |
| 1838 | 109         | 10      |
| 1861 | 80          | 30      |
| 1871 | 75          | 45      |
| 1885 | 78          | 13      |
| 1900 | 77          | 11      |
| 1913 | 84          | 10      |

| Jahr | Einwohner | Gebäude |
| ---- | --------- | ------- |
| 1925 | 82        | 12      |
| 1950 | 95        | 13      |
| 1961 | 72        | 15      |
| 1970 | 59        | k. A.   |
| 1987 | 81        | 19      |
| 2011 | 78        | k. A.   |

## Tourismus und Sehenswürdigkeiten
Durch Gmünd führen der 660 Kilometer lange Goldsteig, der Schwarzachtal-Radweg und die Mountainbikewege MTB-8 und MTB-13.
Archäologische Funde, ein mittelalterlicher Erdstall und mehrere spätpaläolithische und mesolithische Freilandstationen in der Umgebung von Gmünd zeugen von einer frühen Besiedelung der Gegend. (Denkmalnummern D-3-6641-0004, D-3-6641-0030, D-3-6641-0044, D-3-6641-0058)